# فیض (استان بسکره)
فیض (به عربی: الفيض) یک شهرداری در الجزایر است که در استان بسکره واقع شده‌است. فیض ۱۲٬۴۸۲ نفر جمعیت دارد.